# Lithacodia normalis
Lithacodia normalis là một loài bướm đêm trong họ Noctuidae.